# Goto Michi
Goto Michi (後藤 三知, sinh ngày 27 tháng 7 năm 1990) là một cầu thủ bóng đá nữ người Nhật Bản.

## Đội tuyển bóng đá nữ quốc gia Nhật Bản
Goto Michi thi đấu cho đội tuyển bóng đá nữ quốc gia Nhật Bản từ năm 2008 đến 2014.

## Thống kê sự nghiệp
| Nhật Bản  | Nhật Bản | Nhật Bản |
| Năm       | Trận     | Bàn      |
| --------- | -------- | -------- |
| 2008      | 2        | 2        |
| 2009      | 0        | 0        |
| 2010      | 0        | 0        |
| 2011      | 0        | 0        |
| 2012      | 0        | 0        |
| 2013      | 1        | 0        |
| 2014      | 4        | 0        |
| Tổng cộng | 7        | 2        |

## Bàn thắng quốc tế
| #  | Ngày                | Địa điểm                                                 | Đối thủ           | Bàn thắng | Kết quả | Giải đấu                   |
| -- | ------------------- | -------------------------------------------------------- | ----------------- | --------- | ------- | -------------------------- |
| 1. | 31 tháng 5 năm 2008 | Sân vận động Thống Nhất, Thành phố Hồ Chí Minh, Việt Nam | Đài Bắc Trung Hoa | 7–0       | 11–0    | Cúp bóng đá nữ châu Á 2008 |